# Oued Fodda
Oued Fodda è un comune dell'Algeria, situato nella provincia di Chlef.